# Dukuhdalem (Japara)
Dukuhdalem is een bestuurslaag in het regentschap Kuningan van de provincie West-Java, Indonesië. Dukuhdalem telt 1946 inwoners (volkstelling 2010).